# Евсеев, Виктор Яковлевич
Виктор Яковлевич Евсе́ев (1910—1986) — советский учёный-финно-угровед, фольклорист, доктор филологических наук, профессор, Заслуженный деятель науки Карельской АССР (1967).

## Биография
Родился в крестьянской семье, карел. В 1917 году семья переехала в Петрозаводск.
После окончания средней школы, в 1927 году поступил в Ленинградский государственный университет, вольнослушателем посещал лекции академика Н. Я. Марра в Яфетическом институте.
С 1931 года — научный сотрудником Карельского НИИ.
В 1935—1939 годах работал ассистентом по общему языкознанию в Карельском педагогическом институте, литературным сотрудником газеты «Пунайнен Карьяла» («Красная Карелия»), переводчиком в Карельском государственном издательстве. В 1939 году вернулся в Карельский НИИ. В 1940 году вышел в печати первый составленный им фольклорный сборник карело-финских рун и песен «Сампо».
С началом советско-финской войны (1941—1944) работал в эвакуации в Беломорске редактором Госиздата Карело-Финской ССР, в 1944 года был мобилизован в армию, служил на Карельском фронте.
После окончания войны и до конца жизни Виктор Яковлевич работал в Институте языка, литературы и истории Карельского научного центра РАН. С 1946 года — член Союза писателей СССР. Очерки и статьи Евсеева публиковались в журналах «Дружба народов», «Звезда», «Пуналиппу», «На рубеже», в Венгрии и Финляндии.
В феврале 1948 года Д. В. Бубрих писал о научной деятельности В. Я. Евсеева:

«…осведомленность В. Я. Евсеева в вопросах карело-финского фольклора — исключительная и ценность его как научного работника — громадна. Это научный работник не по долгу службы, а по призванию».

В 1958 году за первую часть монографии «Исторические основы карело-финского эпоса» В. Я. Евсееву была присуждена учёная степень доктора филологических наук.
Известен как исследователь, собиратель и переводчик произведений карельского народного фольклора на русский язык. Читал курсы лекций по финно-угорскому фольклору в Петрозаводском, Мордовском и Сыктывкарским университетах. В 1968 году в Литературном институтe им. А. М. Горького присвоено звание профессора.
Иностранный член-корреспондент «Общества финской литературы» и общества «Калевалы».
Похоронен на Сулажгорском кладбище Петрозаводска.

## Научные работы и сочинения
- Сампо: сб. карел.-фин. рун. — Петрозаводск, 1940. — 182 с.
- Руны и исторические песни. — Петрозаводск, 1946. — 87 с.
- Избранные руны Архипа Перттунена. — Петрозаводск, 1948. — 74 с.
- Карельские эпические песни. — М.,Л., 1950—526 с.
- Исторические основы карело-финского эпоса. — М.-Л., 1957
- Карельский фольклор в историческом освещении. — Л.: Наука, 1968. — 203 с.
- Карельские народные песни (в 2-х томах). — Таллин, 1976, 1980
- Карельское научно-поэтическое творчество. 1981
- Карело-финский народный эпос (в 2-х книгах). — М., 1994. Кн. 1. — 476 с., Кн. 2. — 510 с.

и другие.